# Bai sema

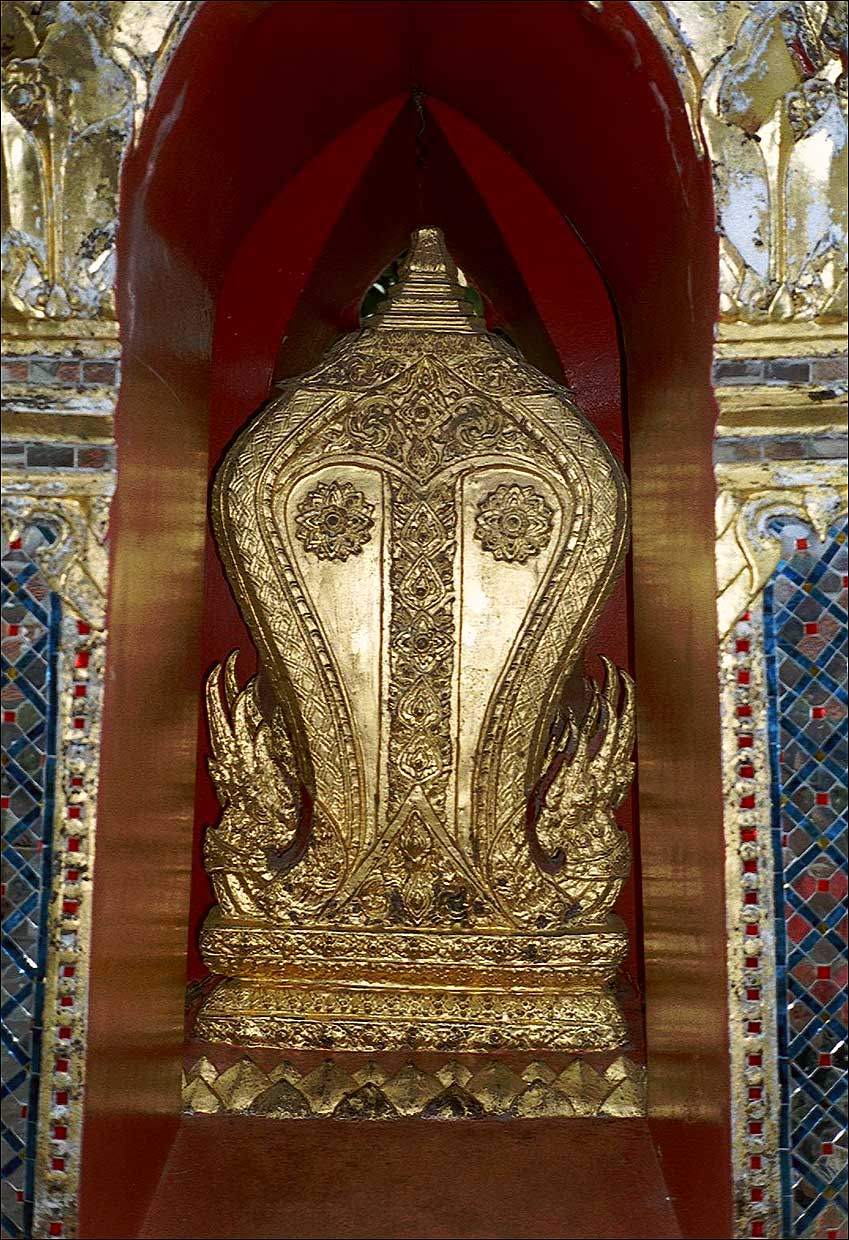
Bai sema con "ojos", Wat Phra Kaeo, Bangkok.

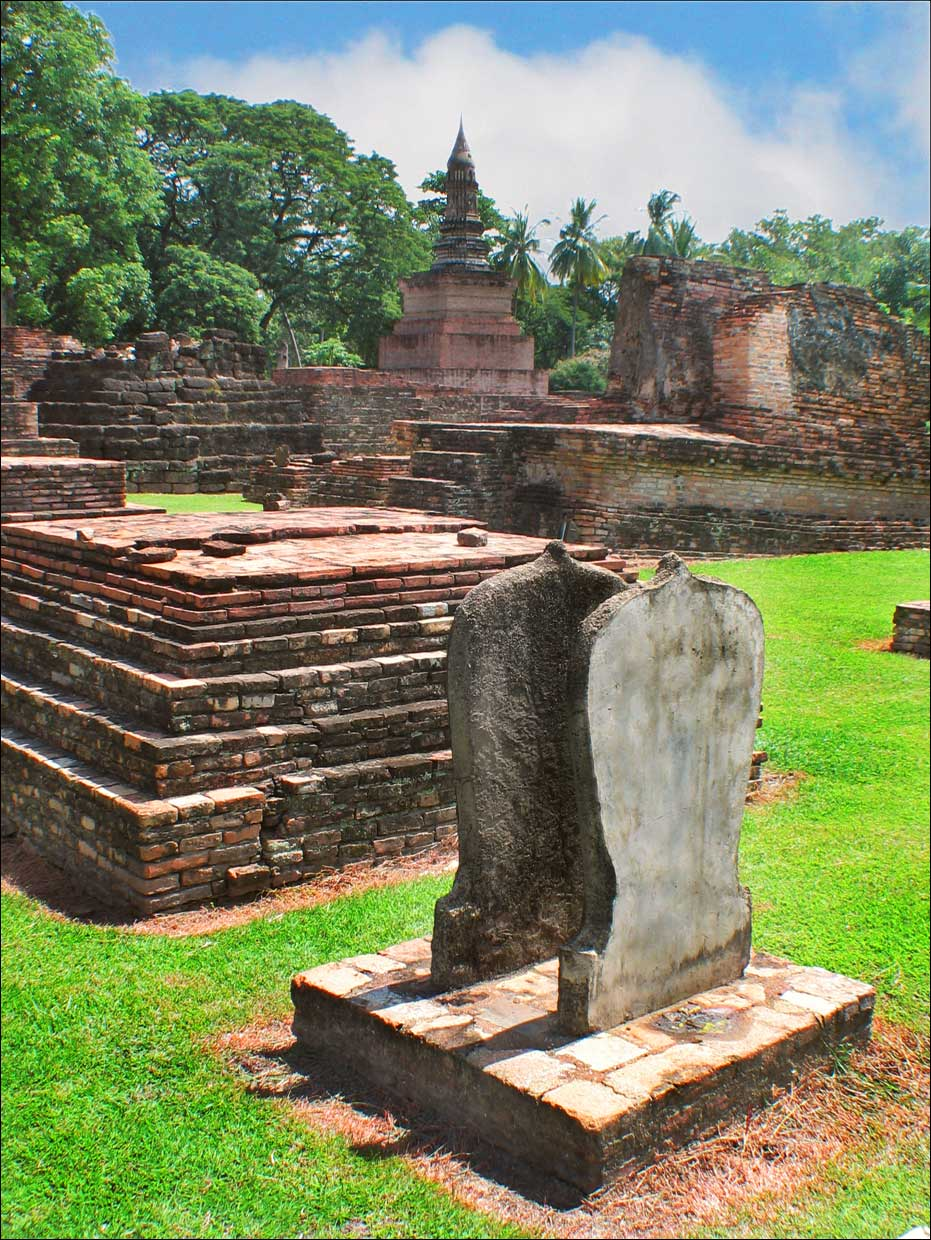
Bai sema doble en el wat Mahathat ("templo de la Gran Reliquia") del Parque histórico de Sujotai. Indica en este caso su conexión real.

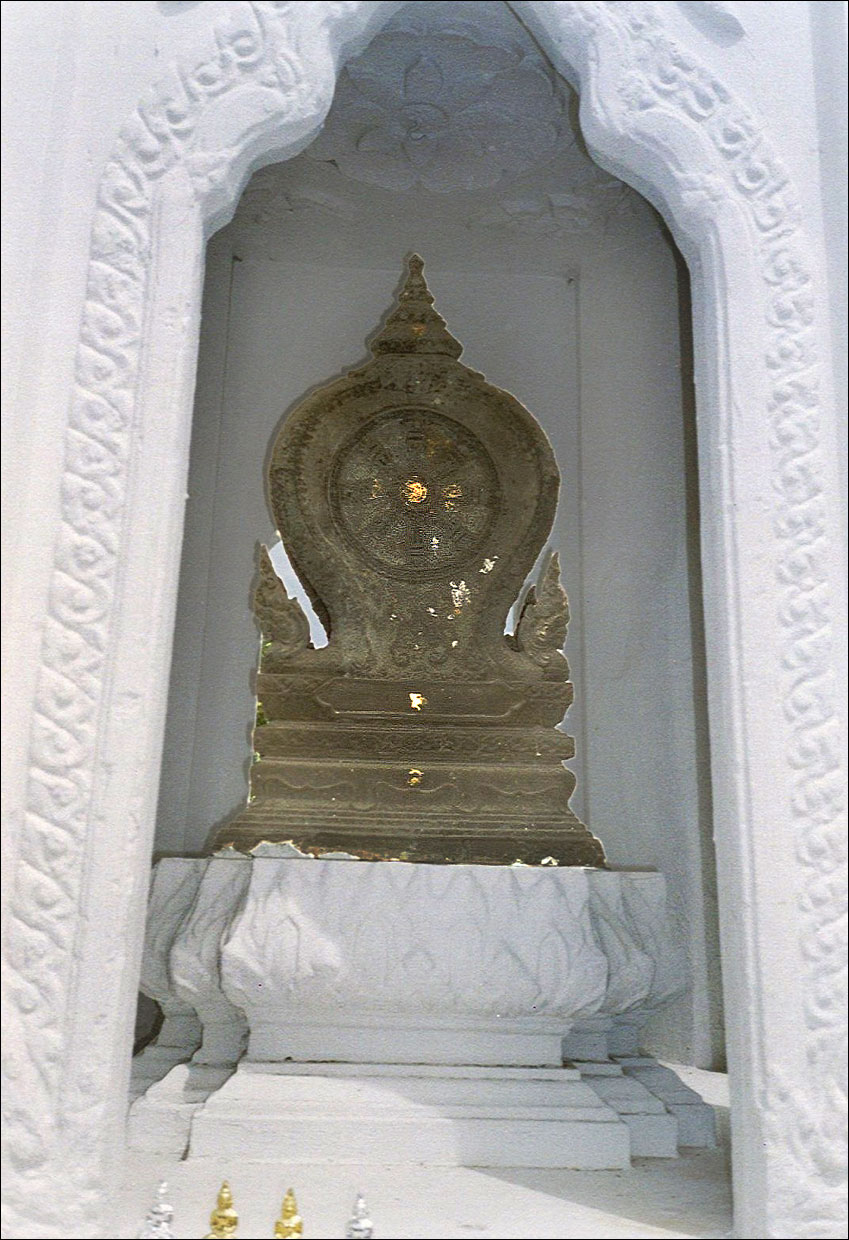
Bai sema "coronado", wat Ratchanadda, Bangkok.

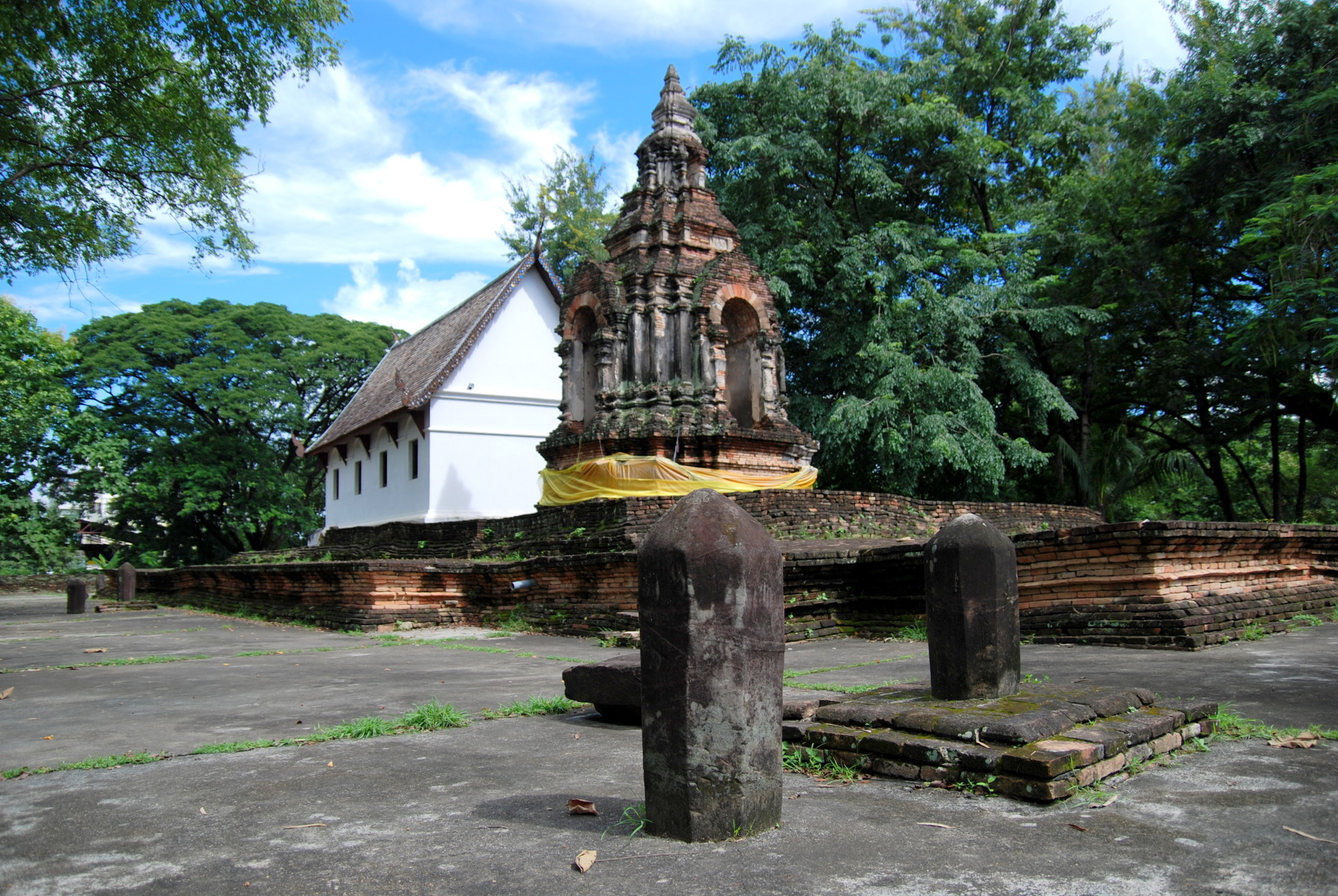
Dos conjuntos de bai sema que rodean el ubosot y un chedi en wat Chet Yot, Chiang Mai.

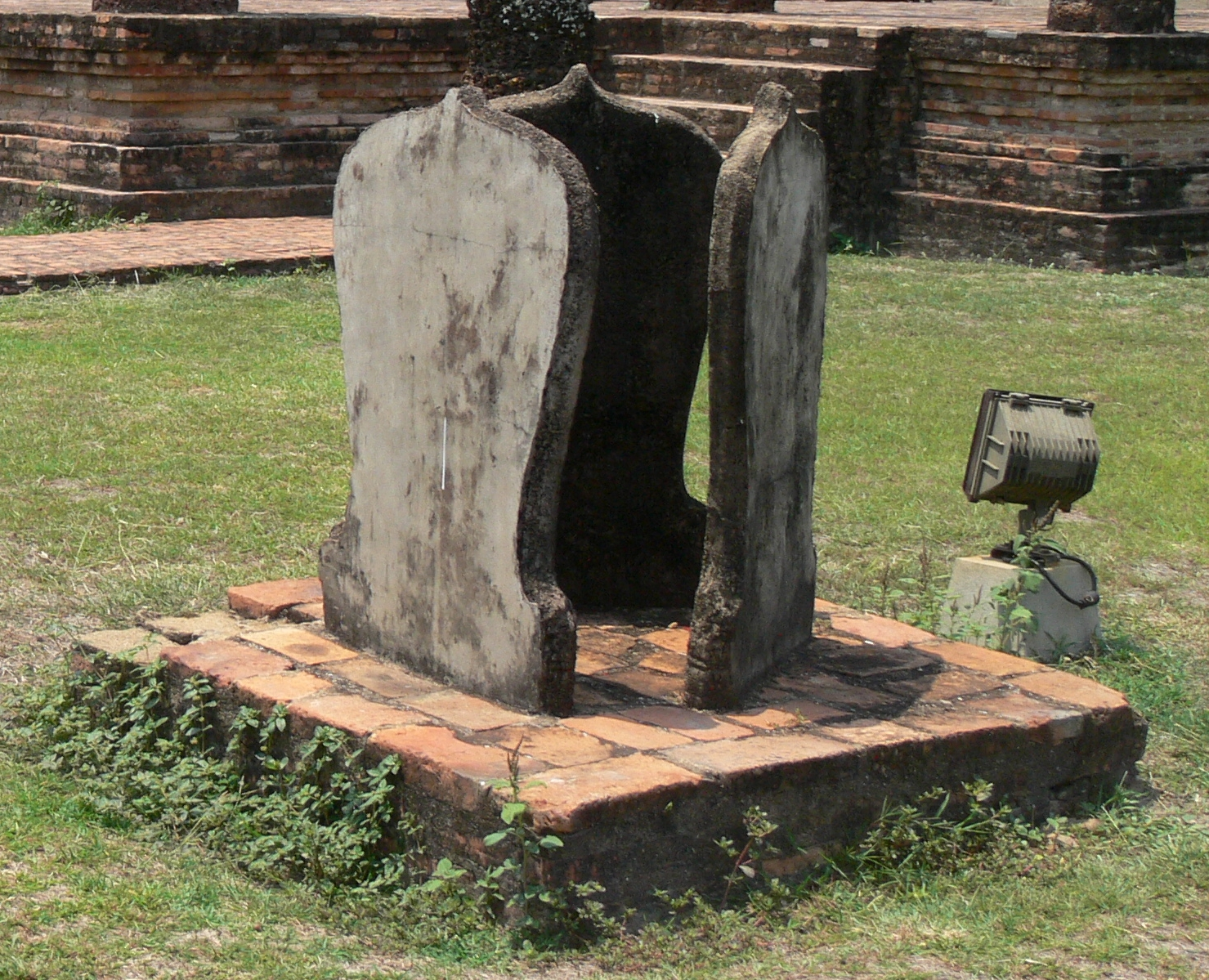
Un raro bai sema triple en Sujotai.

Los bai sema (en tailandés: ใบเสมา, pronunciado [bāj sěː.māː]) son los "mojones" que delimitan la zona sagrada de la sala de ordenación en un templo budista tailandés (wat).

## Historia
En el Vinaya Pitaka, se estipula que la Buddhasima (la zona en la que los monjes realizan su Sanghakamma, es decir, las ceremonias sagradas budistas) debía ser, al menos, lo suficientemente grande como para albergar a 21 monjes sentados a una distancia de un antebrazo de distancia entre sí. El área tampoco debe ser superior a tres ioyanas (antigua medida india de longitud, donde 1 ioyna equivale a alrededor de 16 kilómetros). Esta medida probablemente se refiera a la circunferencia máxima. En otras palabras, la Buddhasima no debe ser ni demasiado pequeña ni demasiado grande.
También está escrito que la Baddhasima puede estar marcada con algunos de los siguientes nimitta (delimitadores fronterizos): colinas, formaciones rocosas, bosques, árboles, hormigueros, caminos, ríos u otros tipos relacionados con el agua, como el mar o un estanque. El tipo de nimitta que se utiliza principalmente en Tailandia es una piedra. Los bai sema de piedra más antiguos de Tailandia se encontraron en el noreste del país (Isan) y son del período Dvaravati (siglos VI-IX).

## Localización de los bai sema

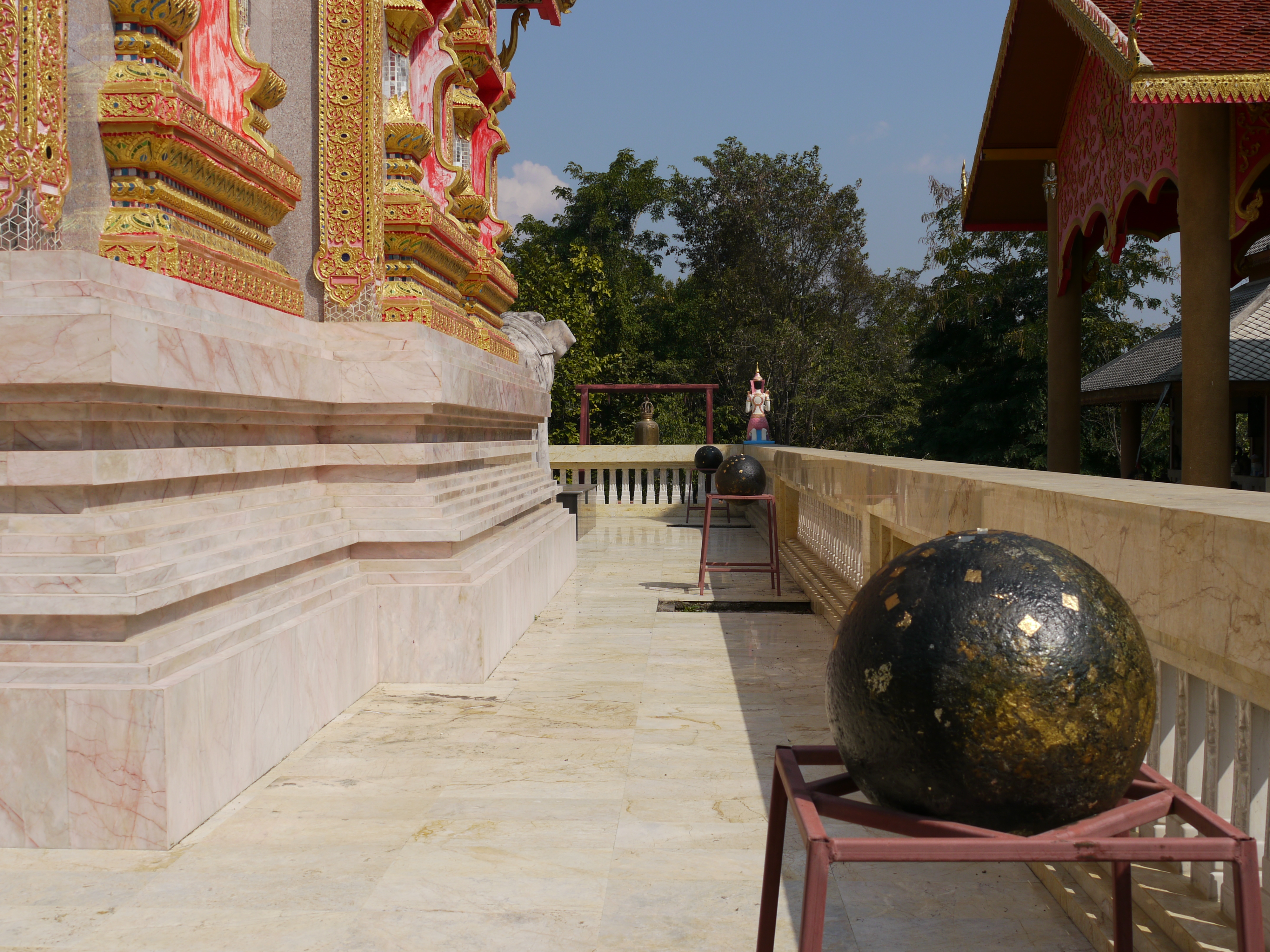
Luk nimit próximo a su fosa esperando la ceremonia del entierro.

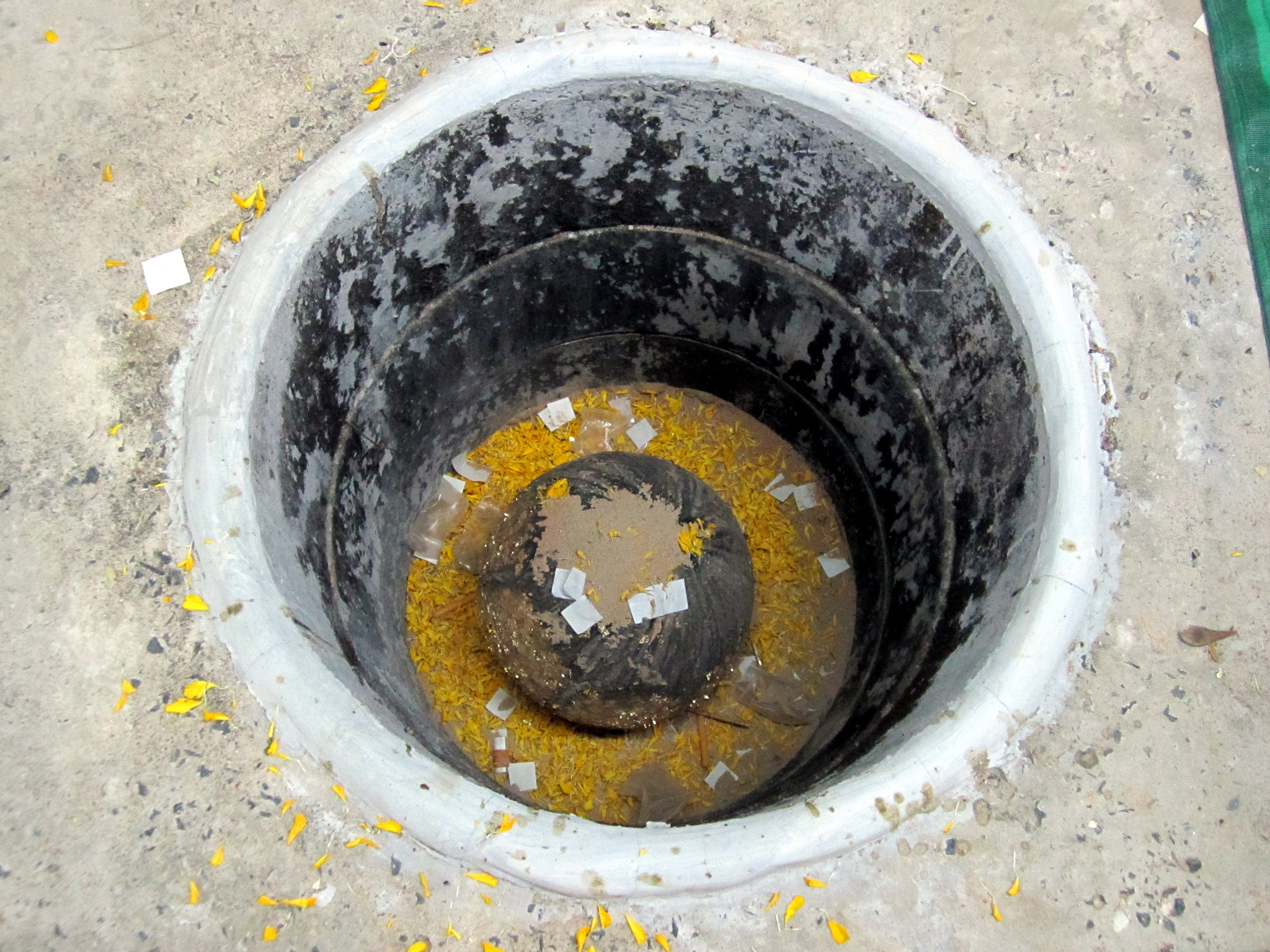
Luk nimit en un foso abierto, aún descubierto.

Antes de comenzar los trabajos en un nuevo phra ubosot, se cavan nueve hoyos: ocho en los puntos cardinales y el noveno debajo de donde se colocará la estatua principal de Buda. Los luk nimit (tailandés: ลูกนิมิต), son piedras redondas del tamaño aproximado de una bala de cañón, son colocados en estos agujeros durante una ceremonia religiosa.
Luego, se colocan ocho piedras sema en los luk nimit ubicado en las direcciones de los 4 puntos cardinales y de las cuatro esquinas del edificio. La gran mayoría consta de una sola estela pero hay bai sema doble (o incluso triple), lo que significa que el phra ubosot fue reconstruido o consagrado para su uso por más de una orden monástica, o bien, que el templo tiene una conexión real, como en el caso del wat Mahathat de Sujotai.

## Descripción
Las palabras tailandesas 'bai sema' significan "hojas de sema" debido a la forma de las piedras planas de sema que es algo similar a la forma de las hojas del árbol Bodhi, el árbol bajo el cual Buda alcanzó la iluminación.
Las partes de un bai sema se describen en Tailandia como partes del cuerpo: "cuello", "hombros", "pecho", "caderas" y "estómago".
Los bai sema del periodo Dvaravati consisten principalmente en "hombros", mientras que los del periodo U Thong están elegantemente decorados con ornamentos en el "cuello" y el "vientre". Los primeros bai sema de Ayutthaya tienen un simple "pecho" y, por lo demás, están escasamente decorados. Los del periodo Ayutthaya Medio están "ceñidos" a la "cadera" y llevan una "pechera". En el periodo Ayutthaya Tardío se desarrollaron los "ojos" y ,finalmente, incluso se "coronaron" (phra kieo), lo que continuó en el periodo Rattanakosin. La orden Thammayut, fundada por el príncipe Mongkut (el futuro rey Rama IV) en 1833, desarrolló una forma tridimensional de bai sema (de cuatro lados), más bien cúbica, a partir de la forma de hoja plana.

## Patrimonio de la Humanidad
Los bai sema del periodo Dvaravati situados en el Parque Histórico de Phu Phra Bat están inscritos como Patrimonio de la Humanidad desde julio de 2024.